# 國民政府軍事委員會政治部
國民政府軍事委員會政治部是抗日战争时期中华民国國民政府軍事委員會的政治工作部门。

## 历史
1938年1月17日，改组国民政府与军事委员会，党政军机构分开，国民政府公布《修正军事委员会组织大纲》，取消陆海空军大本营。军事委员会第三部、第四部以及资源委员会、农业调整委员会、工矿调整委员会合并入行政院经济部；海军部暂行撤销，其经管事项并归海军总司令部办理；军事委员会的禁烟委员会总会改隶行政院内政部，军事委员会委员长不再兼禁烟总监；军事委员会的贸易调整委员会、对外易货委员会、禁烟督察处均改隶财政部；军事委员会水陆运输联合办事处改隶交通部;军事委员会不设副委员长，增设参谋总长一人为委员长的幕僚长、副参谋总长二人辅助参谋总长；增设國民政府軍事委員會政治部。

## 编制

### 1938年
- 政治部：大本营第六部、军事委员会政训处、训练总监部政训处合并为政治部。部长陈诚、张治中（1940年9月-），副部长黄琪翔（1938.1-1938.8）/袁守谦（1938年8月，1944年1月）、周恩来（1938.1-1938.8）//张励生（1938.8-1940.7）/梁寒操（40年9月-1942.4）/何浩若（1942.4-1945.3）/黄少谷（1945年3月）、王东原。秘书长张励生/贺衷寒（38.7）
  - 一厅管军中党务政训，政工人员铨叙。厅长贺衷寒、邓文仪
    - 一处管部队政工
    - 二处管军校及医院政工

  - 二厅管民众组训,厅长康泽、徐会之。
    - 三处民众运动，处长梁干乔/彭国栋。一科管民众团体，科长漆中权。二科管工人运动，科长刘培初。
    - 四处国民军训，处长由杜心如。一科管社会军训，科长丘易武，二科管学校军训，科长张桓。

  - 三厅掌管宣传慰劳工作，厅长郭沫若中将、何浩若、黄少谷、李俊龙。主任秘书阳翰笙，秘书傅抱石。“全国慰劳总会”和“战地文化服务处”也隶属第三厅领导。三厅最盛时有2000多人，知名的文化人过百，有10个抗敌演剧队，4个抗敌宣传队，3个电影放映队，1个漫画宣传队，还有著名的“孩子剧团”和“新安旅行团”。
    - 五处：国内宣传，处长胡愈之。第一科文字编纂，科长徐寿轩；第二科民众宣传，科长张志让；第三科印刷发行等总务工作，科长尹伯林。
    - 六处：文艺鼓动，处长田汉。第一科戏剧、音乐，科长洪深上校；第二科电影制作发行，科长郑用之；第三科美术宣传，科长徐悲鸿（未到任）。
    - 七处：对日及国际宣传，处长范寿康。第一科科长杜国庠担任翻译工作，第二科科长董维健担任国际宣传，第三科科长冯乃超担任对敌（日）宣传工作。

  - 总务厅管后勤，厅长赵志尧/朱代杰
  - 秘书处主管文书，处长柳克述
  - 设计委员会安置闲员
  - 指导委员会安置高层人物。